# David Chung
David Chung (nacido en Malasia el 13 de julio de 1962) es un empresario malayo, poseedor también de la nacionalidad de Papúa Nueva Guinea. Fue el presidente  de la OFC entre 2010 y 2018 y de la Asociación de Fútbol de Papúa Nueva Guinea.

## Biografía
Se trasladó de Malasia a Papúa Nueva Guinea en 1985, cuando tenía 23 años, y se volvió ciudadano de aquel país. Inicialmente se involucró en la liga de rugby, pero luego se trasladó a la asociación de fútbol. 
Fue elegido presidente de la Asociación de Fútbol de Papúa Nueva Guinea en 2004, y luego el vicepresidente de la OFC, detrás del tahitiano Reynald Temarii en el año 2007. Temarii fue acusado de corrupción en 2010, lo que provocó que Chung subiese al puesto de presidente. En 2011 fue elegido oficialmente presidente de la OFC al no haber ningún candidato opositor.
Fue el creador de la primera competición semi-profesional de fútbol de Papúa Nueva Guinea en 2006, que llevó a la creación de la Liga nacional de fútbol de Papúa Nueva Guinea. Esta última mejoró mucho con los años, demostrándolo el Hekari United, que obtuvo el título de la Liga de Campeones de la OFC 2009/10
Apoyó también el fútbol femenino del país y supervisó una serie de infraestructuras, incluyendo una academia nacional de fútbol en Lae, el centro técnico regional en Kimbe y otro en Port Moresby. En 2018 renunció a su cargo debido a «razones personales».